# Fadogia verdcourtii
Fadogia verdcourtii är en måreväxtart som beskrevs av James Robert Tennant. Fadogia verdcourtii ingår i släktet Fadogia och familjen måreväxter.

## Underarter
Arten delas in i följande underarter:
- F. v. pubescens
- F. v. verdcourtii